# ميناء ينبع التجاري
ميناء ينبع التجاري، هو ميناء سعودي يقع على الساحل الشرقي للبحر الأحمر وعلى مسافة تبعد حوالي 460 ميل بحري جنوب قناة السويس و 168 ميل بحري شمال غرب ميناء جدة الإسلامي. خلال عام 2018 بلغ عدد البضائع المناولة في الميناء 4,094,883 ملايين طن مقابل 2,827,853 مليوني طن، بنسبة زيادة بلغت 45% عن العام السابق

## الأهمية الاستراتيجية للميناء
- بدأ نشاط الميناء عام 621هـ حين كانت بلاد الحرمين تخضع لسيطرة الأيوبيين، والذين اشتروها من الأشراف الحسينيين من أهل ينبع النخل بأربعة الآف مثقال، وأقاموا فيها قلعة زودت بالجنود لحماية الأرض، حتى أصبح الميناء من أهم الموانى الرئيسية في البحر الأحمر، والميناء الثاني في الحجاز، كما أصبحت ترسو عليه السفن القادمة من مصر، ومن ذلك العام والميناء يلعب دوراً كبيراً حيث أنه يرتبط بالحبشة والهند والصين من خلال خطوط الملاحة البحرية، وأهمها الخط الملاحي الذي انتقل إليها من ميناء الجار حين ربطها بمينائي الطور والسويس في مصر.
- عن طريق الميناء كان يتم إدخال ما تحتاج إليه المدينة المنورة من مؤن مختلفة؛ ففي عهد المماليك (الجراكسة)الذين حكموا مصر والشام والحرمين آنذاك لعب الميناء دوراً كبيراً في المساهمة في إعمار الحرمين الشريفين، مما جعل ينبع تستقبل الكثير من الرجال والزاد.
- تعد ينبع الميناء الذي يغذي المدينة المنورة بالمتاجر والغلال إلى جانب كونها محطة غلى الطريق البري لحجاج مصر وتجارها، وكان يبدأ من القاهرة إلى السويس ثم ينتقل الحجاج والتجار بواسطته بالسفن إلى القصبة، ثم ينزلون إلى البر؛ مروراً بينبع في طريقهم إلى المدينة ومكة.
- أستمرت ينبع محطة بحرية برية لحجاج مصر والشام والمغرب، وسوقاً يُجلب إليه الكثير من السلع والمتاجر، حتى نهاية عصر المماليك الجراكسة في مصر؛ ففي بداية القرن العاشر الميلادي عندما اتجه محمد علي باشا إلى الجزيرة العربية، واتخذ منها ميناءاً لإنزال عدة الحرب ومستلزمات الجنود.
- لعل ما أكسبهُ أهمية بالغة الاهتمام العثماني الذي تمثل في إنشاء مخازن للحبوب ترسل للمدينة المنورة بواسطة الميناء.[2]
- تعتبر ينبع المعبر القديم للحجيج حتى عام 1403هـ، كما يعتبر مينائها التجاري من أقدم الموانئ الواقعة على ساحل البحر الأحمر.[3]
- كان يباشر إمارة ينبع الشريف يحيى بن سبع الذي تولى سنة 903هـ/1497م بعد الشريف دراج، وكان لهُ موقف مشرف اتجاه أمير المدينة المنورة حسن بن الزبير من آل نعير، والذي تجرأ باقتحام المسجد النبوي الشريف ونهب مافي الحجرة النبوية من التحف والنفائس الثمينة، ولما علم الشريف دراج سار إلى المدينة لحفظ الأمن فيها، حتى وصلته المساعدات من شريف مكة محمد بركات.[4]

## الميناء في العهد السعودي
خلال الربع الأخير من القرن الرابع عشر الهجري دخل ميناء ينبع مرحلة جديدة من مراحل التغير الاقتصادي والاجتماعي؛ فانطلاقاً من سياسة المملكة العربية السعودية في تطوير الموانئ في إيجاد موانئ مساندة لميناء جدة، ولأهمية الميناء فقد بدأ العمل في إرساء قواعد الميناء الحديث لينبع عام 1318هـ/1961م وذلك من خلال بناء رصيفين من الأسمنت يبلغ طول الرصيف الأول 170 م، والرصيف الثاني يبلغ 220م، أما عمق المياه فيصل إلى 10 أمتار، وقد زُود الميناء في مرحلة التوسعة الأولى ببعض التجهيزات اللازمة مثل إقامة مبنى للحجاج القادمين عن طريق الميناء، ومبنى آخر لإدارة الميناء مجمل مساحتهما 16200 متر مربع، وكما تم إنشاء مستودع للشحن والتفريغ تبلغ مساحته 9900متر مربع، وأُنشئت المخازن المفتوحة التي تبلغ إجمالي مساحتها 56 ألف متر مربع، وزُود الميناء بالآلات المساعدة التي تتمثل في ثماني روافع حمولة 3 طن وكذلك رافعتين حمولة الأولى 35 طن، والثانية 50 طناً إلى جانب عشر رافعات حمولة 2طن، ونتيجة لسياسة إعفاء بعض السلع من الضرائب والرسوم الجمركية لتخفيف الضغط عن ميناء جدة ونمو الحركة والنشاط التجاري في ميناء ينبع حيث أصبح الميناء قادراً على استقبال السفن التي تزيد حمولتها عن 20 ألف طن، وبدأ الميناء يظهر في احصائيات حركة النقل البحري في المملكة منذ عام 1381هـ وازدادت حركة الميناء الممثلة في عملية التفريغ خاصة في عام 1386هـ حين انتهت تجهيزات المرحلة الأولى لتطوير الميناء.، وكما تكررت فكرة تطوير الميناء بواسطة وزارة المواصلات ؛ فطرحت المشروع في مناقصة عالمية في شهر ذي الحجة من عام 1380هـ أشتركت فيها عشر من أكبر شركات الإنشاء في العالم، والتي فتحت مظاريفها في شهر ربيع الثاني من عام 1381هـ، وقد رسى المشروع على الشركة العربية الإيطالية التي باشرت العمل في شهر رجب من عام 1381هـ.

## المؤسسة العامة للموانئ
تأسست المؤسسة منتصف عام 1977م، وقد بدأت بتنفيذ خطط التوسع في المؤانئ، وكان من نتائجها على ميناء ينبع ما يأتي:
تضاعفت أعداد الأرصفة وأطوالها إلى أكثر من 4 أضعاف ما كانت عليه قبل عام 1979م، حيث تضاعف العدد من رصيفين فقط، وبطول إجمالي قدره 380م إلى تسعة أرصفة، وبطول إجمالي يصل إلى 1940متر، ونتيجة لوجود هذا العدد من الأرصفة أصبحت طاقة الميناء تُقدر بأكثر من 2,7 مليون طن سنوياً، وقد تم تخصيص أحد هذه الأرصفة التسعة لا ستقبال سفن الاسمنت حيث أنشأت محطة لتفريغ وتكييس الاسمنت السائب الذي يتم تفريغه عن طريق انابيب الشفط، أما الأرصفة الباقية فهي متخصصة لاستقبال البضائع العامة، وكما أهتمت أيضاً المؤسسة بتطهير الممر الملاحي من العوائق والصخور حتى عمق 12م، وذلك لا ستقبال أكبر السفن التجارية.

## وصلات خارجية
- صفحة الميناء في موقع الهيئة العامة للموانئ السعودية